# ブラックジャック・マリガン
ブラックジャック・マリガン（Blackjack Mulligan、本名：Robert Deroy Windham、1942年11月26日 - 2016年4月7日）は、アメリカ合衆国のプロレスラー。テキサス州スウィートウォーター出身。現役選手時代はカウボーイ・ギミックの大型ラフファイターとして活躍し、NWA、AWA、WWEの各団体で実績を築いた。
バリー・ウインダムは長男、ケンドール・ウインダムは次男、マイク・ロトンドは娘婿。マイク・ロトンドの息子である孫のウィンダム・ロタンダ（ブレイ・ワイアット）とテイラー・ロタンダ（ボー・ダラス）もプロレスラーである。

## 来歴
ニューヨーク・ジェッツでAFLプレイヤーとして活躍した後、1967年にワフー・マクダニエルの勧めでプロレス入り。テキサス州サンアントニオでジョー・ブランチャードのコーチを受けた後、ミネソタ州ミネアポリスのバーン・ガニアのもとで再トレーニングを積み、AWA地区でデビュー。ビッグ・ボブ・ウインダム（Big Bob Windham）をリングネームにベビーフェイスとして売り出され、1970年にはAWAと提携関係にあった国際プロレスに初来日。11月19日に足利にて、ラリー・ヘニングと組んでグレート草津&サンダー杉山からIWA世界タッグ王座を奪取する。シリーズ最終戦の12月12日、台東区体育館にて草津と杉山に奪還されるも、戴冠中は草津&杉山、杉山&ラッシャー木村、草津&木村を相手に3回の防衛に成功した。
帰国後、黒ずくめのカウボーイ・スタイルのブラックジャック・マリガン（Blackjack Mulligan）に改名してヒールに転向し、1971年1月よりWWWFを約半年間サーキット。グラン・ウィザードをマネージャーに、ニューヨークのマディソン・スクエア・ガーデンにてブルーノ・サンマルチノやペドロ・モラレスと対戦した。同年3月15日には、前月にイワン・コロフからWWWF世界ヘビー級王座を奪取した新王者モラレスの、MSGにおける初防衛戦の相手も務めている。

AWA地区に復帰後は、このスタイルの先達であるブラックジャック・ランザとのタッグチーム、ザ・ブラックジャックス（The Blackjacks）を結成。1971年11月6日、デトロイトでウイルバー・スナイダー&ポール・クリスティを破り、インディアナポリス版のWWA世界タッグ王座を獲得。以降、ディック・ザ・ブルーザー&クラッシャー・リソワスキーを抗争相手に長期政権を築いた。1973年から1974年にかけてはテキサスのダラス地区に参戦、ランザとのコンビでNWAアメリカン・タッグ王座を獲得したほか、シングルでは1973年5月4日にホセ・ロザリオからNWAテキサス・ヘビー級王座を、1974年3月26日にフリッツ・フォン・エリックからNWAアメリカン・ヘビー級王座を奪取している。1975年はブラックジャックスとしてWWWFに進出、8月26日にフィラデルフィアでドミニク・デヌーチ&パット・バレットを下し、WWWF世界タッグ王座を獲得した。
その間、単独で日本に2回参戦しており、1973年9月には国際プロレスに3年ぶりに来日。優勝候補の外国人エースとして第5回IWAワールド・シリーズに出場し、アニマル浜口やマイティ井上らに勝利して決勝トーナメントに進出。10月10日の長崎国際体育館での優勝戦では別ブロック代表の木村と覇を争い、シリーズ最終戦では広島県立体育館にてストロング小林と金網デスマッチを行っている。翌1974年10月には全日本プロレスに初登場、縁戚関係にあるディック・マードックやキラー・ブルックスと共闘し、ドン・レオ・ジョナサンとの大型タッグも実現。最終戦の11月7日には沼津にてジャイアント馬場のPWFヘビー級王座に挑戦した。

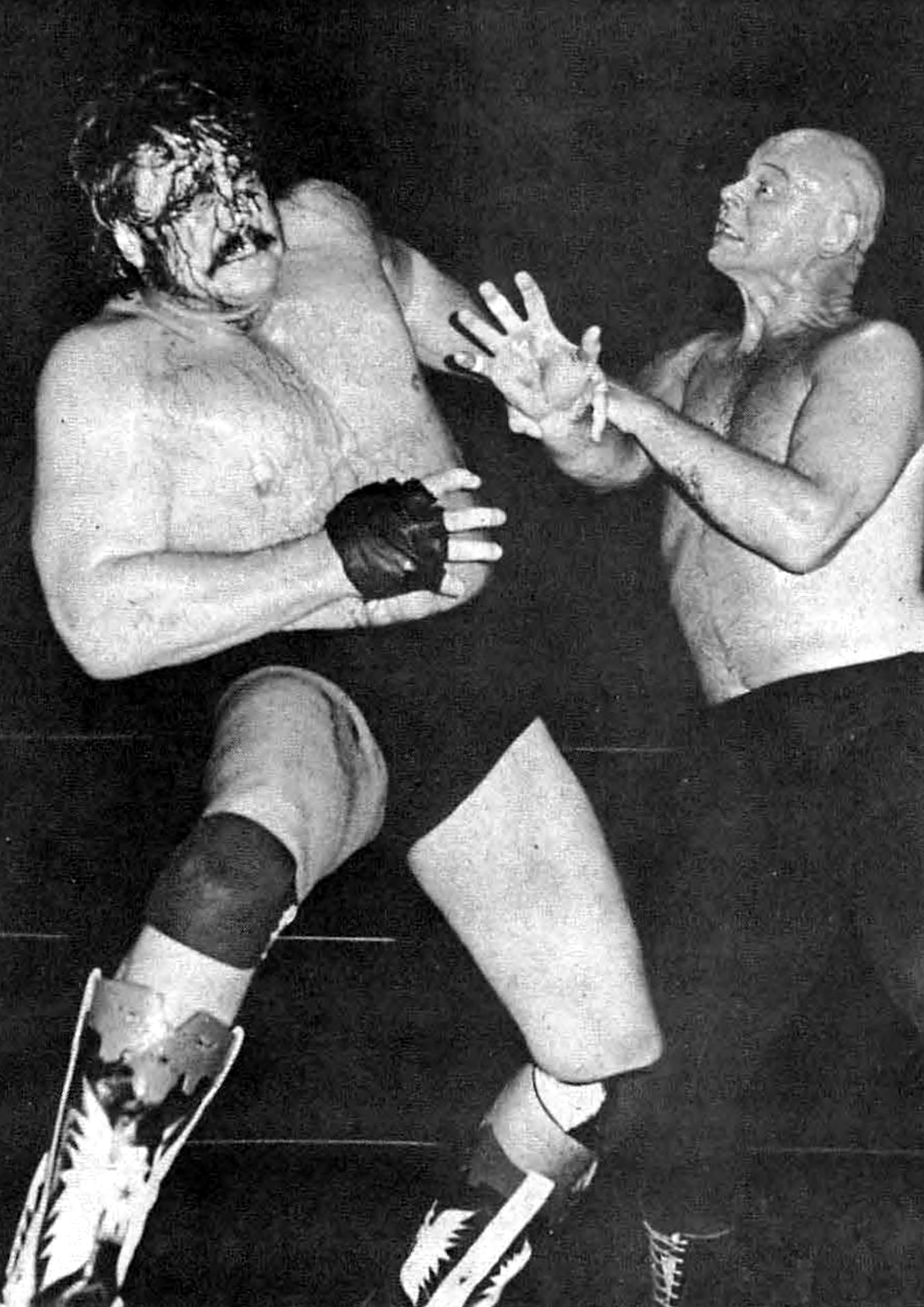
バロン・フォン・ラシク（右）と対戦するマリガン（1978年）

1976年にランザとのタッグを解消し、以後1980年代初頭にかけて、ジム・クロケット・ジュニアが主宰していたNWAのミッドアトランティック・チャンピオンシップ・レスリングを主戦場に活動。初期はヒールとしてマクダニエル、ミスター・レスリング、ルーファス・ジョーンズ、ポール・ジョーンズ、マイティ・イゴール、ディノ・ブラボー、リッキー・スティムボート、後にベビーフェイスとなってリック・フレアー、バロン・フォン・ラシク、マスクド・スーパースター、ビッグ・ジョン・スタッド、ボビー・ダンカン、エンフォーサー・ルシアーノ、アイアン・シークらと抗争。同地区認定のUSヘビー級王座（後のWCW・US王座、現在のWWE・US王座）を4回に渡って獲得している。また、当時ハーリー・レイスが保持していたNWA世界ヘビー級王座にも再三挑戦した。
この間、カナダのトロント地区（NWA主流派のミッドアトランティック地区と提携しつつ、WWWFとも交流するなど独自の活動を行っていたフランク・タニー主宰のメープル・リーフ・レスリング）に出場した縁から、1977年8月に新日本プロレスに初参戦。スタン・ハンセンやザ・ハングマンとの大型外国人トリオの一角として、アントニオ猪木とのシングルマッチも9月16日の久留米と10月5日の松戸とで2回組まれたが、もともと特別参加の別格扱いだったこともあって、猪木のNWFヘビー級王座や小林&坂口征二の北米タッグ王座には挑戦しなかった。
ミッドアトランティック地区での活動と並行して、1979年には当時マードックと共同でプロモーターを兼任していたアマリロ地区にて、5月7日にドリー・ファンク・ジュニアからアマリロ版のNWAインターナショナル・ヘビー級王座を奪取。1981年は南アフリカに遠征し、10月3日にジャン・ウィルキンスを破り世界スーパーヘビー級王座を獲得、帰米後の同月11日には、古巣のWWAにてボボ・ブラジルからWWA世界ヘビー級王座を奪取している。
その後、ジム・バーネットのジョージア・チャンピオンシップ・レスリングを経て、1982年にフレッド・ブラッシーをマネージャーに迎えて久々にニューヨークに登場。当時のWWFヘビー級王者ボブ・バックランドに挑戦する一方、アンドレ・ザ・ジャイアントとスーパーヘビー級の抗争を繰り広げた。日本では報じられることがなかったものの、1982年9月18日のフィラデルフィアにおける6人タッグマッチ（アンドレ&チーフ・ジェイ・ストロンボー&ジュールズ・ストロンボーVSマリガン&ミスター・サイトー&ミスター・フジ）では、アンドレをボディスラムで投げている。
1983年1月、WWFルートで新日本プロレスに再来日。元旦に後楽園ホールで猪木とシングルマッチを行い、2月7日には蔵前国技館にてハルク・ホーガンとも対戦した。しかし、いずれもテレビ中継はされておらず、待遇面の問題やコンディションの不調もあり、アメリカでの実績に反し新日本のリングでは本領を発揮することができなかった。
その後はNWAフロリダ地区のCWF（チャンピオンシップ・レスリング・フロム・フロリダ）に参戦し、ベビーフェイスのポジションでアブドーラ・ザ・ブッチャーやアンジェロ・モスカと抗争。当時NWAの新星として台頭していた息子のバリー・ウインダムやダスティ・ローデスとタッグを組み、ザンブイ・エクスプレス（イライジャ・アキーム&カリーム・モハメッド）やロング・ライダーズ（ロン・バス&ブラック・バート）とのタッグ抗争も行われた。
1984年はAWAに久々に登場し、同じくフェイスターンしていたランザとブラックジャックスを再結成。日本でAWA世界ヘビー級王座を奪取してアメリカに乗り込んできたジャンボ鶴田にも挑戦するなど健在ぶりをアピールした。1985年より改めてCWFに定着し、当時フロリダで武者修行中だったホワイト・ニンジャこと武藤敬司と抗争していた次男のケンドール・ウインダム育成に注力したが、やがてCWFはジム・クロケット・プロモーションズに吸収された。
1986年にはWWFのブッカーとして手腕を振るっていたランザの招きでWWF版マシーン軍団に加入。ビッグ・マシーン（Big Machine）と名乗って覆面レスラーに変身し、ジャイアント・マシーン&スーパー・マシーンと共闘、AWA時代のマネージャーだったボビー・ヒーナン率いるファミリーのスタッド&キングコング・バンディと抗争した。マシーン軍団の解散後は元のカウボーイ・スタイルに戻り、選手としてリングに上がる一方、ベビーフェイス・サイドのインタビュアーやカラー・コメンテーターとしても活動。"Blackjack's Barbeque Pit" なるインタビューコーナーも持ち、ゲストのヒール達と舌戦を展開した。
WWF離脱後はフロリダに戻り、ユニバーサル・スタジオ内に拠点を置くIWF（インターナショナル・レスリング・フェデレーション）設立に参画。ブッカー兼務の団体エースとなる。ブレット・コルトとキップ・ウィンチェスターのロング・ライダーズ（後のスモーキン・ガンズ）もIWFでマリガンに育てられた。しかし1990年、同一行動を取っていた次男とドル紙幣偽造の嫌疑で逮捕され、2年間の懲役刑を受け、しばらく表舞台より消えることとなった。
2006年4月1日、ランザとのブラックジャックスでWWE殿堂に迎えられ、殿堂入りの式典で公の場へ久々に登場した。2012年には長男のバリーもフォー・ホースメンのメンバーとして殿堂入りし、親子2代での顕彰を受けている。
2016年4月7日、73歳で死去。2015年6月に心臓発作を起こすなど、健康に数年来の諸問題を抱えており、2016年2月より血栓の治療のため居住地フロリダの病院に入院していた。

## エピソード
- ファンや関係者の間では、マリガンはストリートファイトにおいてはプロレス界でも最強クラスだったと評されており[46]、同じく喧嘩が強いことで知られたハーリー・レイスやブルーザー・ブロディからも一目置かれていたという[47]。ブロディとは1981年にジョージアのGCWおよびミッドアトランティックのMACW、1986年にダラスのWCCWにおいて、単発的に抗争を展開していた（マリガンのポジションは、ジョージアとミッドアトランティックではベビーフェイス、ダラスではヒール）[48]。ダスティ・ローデスはマリガンの喧嘩の強さについて「ひとたびブラックジャックが相手を叩きのめすと決めたら、覚悟しなければならない」と自著で評した[49]。
- 新日本プロレスへの初参加となる1977年8月の『闘魂シリーズ』にはスタン・ハンセンも同時参加していた。大型カウボーイコンビを結成したものの、テキサン同士のライバル意識からの仲間割れアングルも用意され、互いの試合に乱入しての殴り合いも見られた（ハンセンは「会場の外まで乱闘が続いたこともあった。テキサスのビッグカウボーイ2人が路上で殴り合って、まるでジョン・ウェインの映画のようだった」などと述懐している）[50]。しかし、アングル外では両者の仲はとても良好だったようで、ハンセンは自著でマリガンのことを「格上意識などまったくない気さくな人柄の持ち主で、外国人サイドのエースだった私を立ててくれた」などと記述している[51]。サーキット中はプロモーターとの付き合い方などを、先輩として親身になってハンセンにアドバイスしていたという。なお、両者は翌1978年4月23日、ノースカロライナ州のグリーンズボロ・コロシアムで行われたミッドアトランティック版NWA世界タッグ王座決定トーナメントにタッグを組んで参加している（準決勝でケン・パテラ&マスクド・スーパースターに反則負け）[52]。
- 新日本プロレス初参戦時には若手時代の前田日明に目を掛け、ハンセンにも「まだ細いけど、若いのに凄く強いやつがいる」などと教えていたという[53]。
- 新日本プロレスへの再登場（通算5回目の最後の来日）は1983年1月の『新春黄金シリーズ』だが、当時、アントニオ猪木は国際軍団に加え、前年からの長州力の反逆にキラー・カーンの造反が加わった革命軍（後の維新軍）との抗争、並びにIWGPリーグ戦を控えていて、マリガンとの大きな絡みはなかった。来日時はプロレス専門誌のインタビューに「次回は息子と一緒に来る」と答え、当時すでにNWA世界チャンピオン候補の一人に挙げられるほど成長していた未知の強豪バリー・ウインダムの来日実現か?と、新日本ファンの注目を集めた。しかし、ウインダムは同年11月に全日本プロレスに初来日。新日本との提携が続いていたWWFへ1985年に移籍した際も来ることはなく、ウインダムの新日本プロレス登場が実現したのはマリガンのリップサービスから8年後、WCWとの提携ルートで来日した1991年3月のことだった。
- タイガーマスク変身前の佐山サトルが「サミー・リー」のリングネームで英国遠征中に、ブラック・ジャック・マリガンという選手と対戦している（複数のプロレスグッズのショップが発売していたお宝映像集に入っている）。しかし、コスチュームが同じだけで顔や体格はまったく別人であり、リングネームのスペルも少し違っている。
- WWFでのマシーン軍団は「日本人」という設定だったため、マリガン扮するビッグ・マシーンもインタビューで珍妙な日本語を織り交ぜた英語を喋ったり、リング上でお辞儀をしたりなど日本人らしさを演出していた。
- ディック・マードックとは親友であり、親戚関係にもあった。1978年から1980年にかけては、テキサス州アマリロ地区（NWAウエスタン・ステーツ・スポーツ）の興行権をザ・ファンクスから買い取り、同地区のプロモート業を共同で手掛けていたこともある[54]。リング上でもタッグを組み、1978年10月31日にロジャー・カービー&ダグ・サマーズを破ってNWAウエスタン・ステーツ・タッグ王座を獲得している[55]。
- 女子プロレスラーのジュディ・マーチンは、もっとも女性に優しいレスラーとしてマリガンの名前を挙げていた[47]。
- 長男のバリー・ウインダムと次男のケンドール・ウインダムは、マリガンがボブ・ウインダム時代にAWAでタッグを組んでいたラリー・ヘニングの息子カート・ヘニング、NWAで抗争を展開したボビー・ダンカンの息子ボビー・ダンカン・ジュニアと共に、1999年にWCWでカウボーイ・ユニットのウエスト・テキサス・レッドネックスを結成。バリーとケンドールは兄弟でWCW世界タッグ王座を獲得した[56]。
- マリガンとラリー・ヘニングは1970年11月19日にIWA世界タッグ王座を[4]、息子のバリー・ウインダムとカート・ヘニングは1999年2月21日にWCW世界タッグ王座を[56]、孫のボー・ダラスとカーティス・アクセルは2018年7月15日にWWEのロウ・タッグ王座を獲得[57]。3世代がそれぞれタッグを組んでチャンピオン・チームとなっている。

## 得意技
- ブレーン・クロー（代名詞ともいえる技だけに、ビッグ・マシーン変身時は封印していた）
- エルボー・ドロップ（カウンター式のジャンピング・エルボー・バットも得意とする）[58]
- ダイビング・ニー・ドロップ（WWWF世界タッグ王座獲得時のフィニッシュ技でもある）
- オーバーヘッド・バックブリーカー（新日本参戦時は、この技で猪木を苦しめた）[59]
- ネック・ハンギング・ツリー（リック・フレアーやケビン・サリバンなど中軽量級の選手に対し、体格差・体力差を誇示する上で使用した）
- オクラホマ・スタンピード
- ベアハッグ
- ビッグ・ブート
- ラリアット

## 獲得タイトル
WWWF / WWE
- WWWF世界タッグ王座：1回（w / ブラックジャック・ランザ）[11]
- WWE殿堂：2006年度（w / ブラックジャック・ランザ）[39]

ワールド・レスリング・アソシエーション（インディアナポリス）
- WWA世界ヘビー級王座：1回[23]
- WWA世界タッグ王座：1回（w / ブラックジャック・ランザ）[8]

NWAビッグタイム・レスリング
- NWAアメリカン・ヘビー級王座：1回[10]
- NWAテキサス・ヘビー級王座：1回[9]
- NWAアメリカン・タッグ王座：2回（w / ブラックジャック・ランザ）[60]
- NWAテキサス・タッグ王座：1回（w / ブラックジャック・ランザ）[61]

NWAウエスタン・ステーツ・スポーツ
- NWAインターナショナル・ヘビー級王座（アマリロ版）：2回[21]
- NWAウエスタン・ステーツ・タッグ王座：1回（w / ディック・マードック）[55]

ミッドアトランティック・チャンピオンシップ・レスリング
- NWA USヘビー級王座（ミッドアトランティック版）：4回[18]
- NWA世界タッグ王座（ミッドアトランティック版）：1回（w / リック・フレアー）[62]

チャンピオンシップ・レスリング・フロム・フロリダ
- NWAフロリダ・ブラスナックル王座：1回[63]
- NWA USタッグ王座（フロリダ版）：1回（w / ダスティ・ローデス）[64]

ヨーロピアン・レスリング・ユニオン
- EWU世界スーパーヘビー級王座：1回[22]

インターナショナル・レスリング・フェデレーション
- IWFヘビー級王座：1回

インターナショナル・レスリング・エンタープライズ
- IWA世界タッグ王座：1回（w / ラリー・ヘニング）[4] ※ボブ・ウインダム名義

## マネージャー
- ボビー・ヒーナン（AWA、WWA）
- グラン・ウィザード（WWWF）
- ルー・アルバーノ（WWWF）
- フレッド・ブラッシー（WWF）
- パーシー・プリングル3世（WCCW）